# Gypsy Abbott
Gypsy Abbott (31 janvier 1896 - 25 juillet 1952) est une actrice américaine de films muets.

## Filmographie

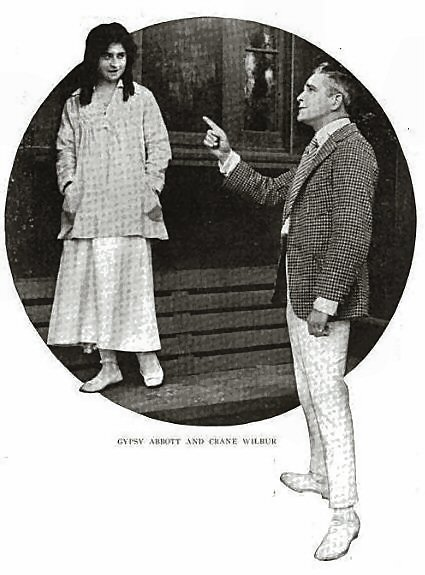
Gypsy Abbott et Crane Wilbur dans Vengeance is Mine (1916).

(juillet 2024).
- The Path of Sorrow (1913)
- The Key to Yesterday (1914)
- The Man Who Could Not Lose (1914)
- Who Pays? (1915)
- Beulah (1915)
- For the Commonwealth (1915)
- Letters Entangled (1915)
- The Fruit of Folly (1915)
- Vengeance Is Mine! (1916)
- For Ten Thousand Bucks (1916)
- Bungling Bill's Dress Suit (1916)
- Some Liars (1916)
- Her Luckless Scheme (1916)
- Going to the Dogs (1916)
- Rolling to Ruin (1916)
- Paste and Politics (1916)
- A Touch of High Life (1916)
- Her Painted Pedigree (1916)
- Bungling Bill's Bow-Wow (1916)
- Lost, Strayed or Stolen (1916)
- With or Without (1916)
- The Wicked City (1916)
- Shot in the Fracas (1916)
- Jealous Jolts (1916)
- A Lislebank(1917)
- A Circus Cyclone (1917)
- The Musical Marvel (1917)
- The Butcher's Nightmare (1917)
- A Studio Stampede (1917)
- His Bogus Boast (1917)
- When Ben Bolted (1917)
- Lorelei of the Sea (1917)